# Ruellia praetermissa
Ruellia praetermissa är en akantusväxtart som beskrevs av Georg August Schweinfurth och Gustav Lindau. Ruellia praetermissa ingår i släktet Ruellia och familjen akantusväxter. Inga underarter finns listade i Catalogue of Life.